# الحارث بن ظالم المري
الحارث بن ظالم المري الذبياني توفي نحو 600م هوالحارث بن ظالم بن جذيمة بن يربوع بن غيظ بن مرة بن عوف بن سعد بن ذبيان؛ الفاتك المشهور وأحد فرسان العرب المخضرمين ضرب فيه المثل فقيل: أمنع من الحارث بن ظالم. ومثله قيل: أمنع من عقاب الجو. لعلوه وارتفاعه وصعوبة الحصول عليه، وصيده، والظفر به وهو الذي امتنع على الملك الأسود بن المنذر فلم يستطع أن يظفر به بعد قتله خالد بن جعفر العامري، وهو في جواره. 
ومن حكاية ذلك أن خالد بن جعفر قتل زهير بن جذيمة العبسي فضاقت به الأرض، وعلم أن غطفان غير تاركيه؛ فخرج حتى أتى الأسود بن المنذر (أخي النعمان بن المنذر) فاستجار به فأجاره، ومعه أخوه عتبة بن جعفر. ونهض قيس بن زهير فتهيأ لمحاربة بني عامر، وهجم الشتاء؛ فقال الحارث بن ظالم: يا قيس؛ أنتم أعلم وحربكم، وأنا راحل إلى خالد حتى أقتله، قال قيس: قد أجاره النعمان، قال الحارث: لأقتلنه ولو كان في حجره.
اجتمع مع خالد بن جعفر الكلابي في بلاط الملك الأسود بن المنذر (أخي النعمان بن المنذر)، وكان بينه وبين خالد بن جعفر عداوة قديمة؛ حيث أن ظالم بن جذيمة هلك من جراح أصابته بعد أن أغار خالد بن جعفر على ذبيان يوم بطن عاقل فقتل الرجال حتى أسرف، وبقيت النساء، والحارث بن ظالم يومئذ صغير، فنشأ على بغض خالد. فلما اجتمعا في بلاط الملك الأسود بن المنذر دعا لهما بتمر، فجيء به على نطع فجعل بين أيديهم، فطفق خالد يأكل ويلقي نوى ما يأكل من التمر بين يدي الحارث من النوى، فما ترك لنا تمرا إلا أكله، فقال ال: أما أنا فأكلت التمر وألقيت النوى، وأما أنت يا خالد فأكلته بنواه.
فغضب خالد - وكان لا ينازع - وقال: أتنازعني يا حارث وقد قتلت حاضرتك، وتركتك يتيما في حجور النساء؟ فقال الحارث: ذلك يوم لم أشهده، وأنا مغن اليوم بمكاني. فقال خالد: ألا تشكر يدي عندك أن قتلت عنك سيد قومك زهير بن جذيمة وجعلتك سيد غطفان ؟ قال: بلى، سأجزيك شكر ذلك فلما خرج الحارث قال الأسود لخالد: ما دعاك إلى أن تحترش بهذا الكلب وأنت ضيفي ؟ فقال له خالد: أبيت اللعن،! إنما هو فلما خرج الحارث قال الأسود لخالد: ما دعاك إلى أن تحترش بعبد من عبيدي، فوالله لو كنت نائما ما أيقظني.
وانصرف الحارث إلى رحله، وكان معه تبيع له من بني محارب يقال له خراش، فلما هدأت العيون أخرج الحارث ناقته وقال لخراش: كن لي بمكان كذا، فان طلع كوكب الصبح (الزهرة) ولم آتك فانظر أي البلاد أحب إليك فاعمد لها. فلما هدأت العيون خرج بسيفه حتى أتى قبة خالد، فهتك شرجها بسيفه، ثم ولجها، فرأى خالدا نائما وأخوه إلى جنبه، فأيقظ خالدا فاستوى قائما، فقال له: أتعرفني؟ قال: أنت الحارث! فقال: يا خالد؛ أظننت أن دم زهير كان سائغا لك، فخذ جزاء يدك عندي! وضربه بسيفه المعلوب فقتله، وانتبه عتبة، فقال له الحارث: لئن نبست لألحقنك به! ثم خرج من القبة وركب فرسه ومضى على وجهه. وخرج عتبة صارخا: واجوار الملك ! حتى أتى باب الأسود، فنادى: يا سوء جواراه ! فأجيب: لا روع عليك فقال: دخل الحارث على خالد فقتله، وأخفر ذمة الملك. قال الحارث: فلما سرت قليلا خفت أن أكون لم أقتله، فعدت وجه الأسود فوارس في طلب الحارث فلحقوه سحرا، فعطف عليهم، فقتل جماعة منهم وكثروا عليه، فجعل لا يقصد جماعة إلا فرقها، ولا فارسا إلا قتله. فارتدع القوم عنه، وانصرفوا إلى الأسود.
ولما رجع الحارث إلى قومه تشاءموا به ولاموه، وأبوا أن يجيروه فكره أن يكون لهم عليه منة، فهرب ونبت في البلاد. ثم أخذ يتنقل بين القبائل فلحق بعروض اليمامة وأتى صديقا له من كندة فالتف عليه.. ثم ذهب إلى بني عجل بن لجيم ثم إلى جبلي طيء وكل ذلك وهو ممتنع من الأسود بن المنذر ثم لحق ببلاد غطفان حتى أتى سنان بن أبي حارثة المري، فوجد عنده شرحبيل ابن الملك الأسود بن المنذر، وكان مسترضعا في بني مرة عند سلمى امرأة سنان؛ فقتله. وهرب الحارث من فوره ذلك، وهرب سنان بن أبي حارثة، فلما بلغ الأسود قتل ابنه شرحبيل، غزا بني ذبيان، فقتل وسبى، وأخذ الأموال، وأغار على بني دودان بن أسد رهط سلمى التي كان شرحبيل في حجرها.
ثم توجه إلى الشام ولحق بالملك يزيد بن عمرو الغساني فأجاره وأكرمه ثم قتل الحارث بن ظالم الخمس التغلبي الكاهن فلما فعل ذلك دعا به الملك فأمر بقتله، فقال: أيها الملك انك قد أجرتني فلا تغدرن بي ! فقال الملك: لا ضير، إن غدرت بك مرة فقد غدرت بي مرارا !وأمر ابن الخمس فقتله (كان ذلك عام 24 قبل الهجرة)، وأخذ ابن الخمس سيف الحارث فأتى به عكاظ في الأشهر الحرم، فأراه قيس بن زهير العبسي، فضربه قيس فقتله. 

## وصلات خارجية
- بوابة الشعراء : ديوان الحارث بن ظالم المري